# 安德魯什夫卡 (舒姆西克區)
50°13′36″N 26°10′0″E / 50.22667°N 26.16667°E
安德魯什夫卡（烏克蘭語：Андрушівка），是烏克蘭的村落，位於該國西部捷爾諾波爾州，由克列梅涅茨區負責管轄，處於庫強卡河畔，始建於1654年，面積2.04平方公里，海拔高度245米，2001年人口409。